# Радослав Островський
Радослав Казимирович Островський (25 жовтня 1887, Запілля, Білорусь — 17 жовтня 1976, Бентон-Харбор, Мічиган, США) — білоруський політичний активіст і лідер, президент Білоруської Центральної Ради, білоруського уряду під німецькою адміністрацією в 1943–1944 роках.

## Молодість
Радослав Островський народився 25 жовтня 1887 року у містечку Запілля Слуцького повіту Мінської губернії. Поступив в Слуцьку гімназію, але був виключений за участь у Російській Революції 1905—1907 років. У 1908 році був прийнятий на математичний факультет Санкт-Петербурзького університету. У 1911 році заарештований за участь у революційних заворушеннях. Утримувався в тюрмах Санкт-Петербурга і Пскова.
Після виходу на свободу в 1912 році, відновився в університеті, і пізніше перевівся в Тартуський університет, де закінчив фізико-математичний факультет.
Працював учителем у Ченстохові (Польща) і в Мінську. З 1915 по 1917 роки викладав у Мінському вчительському інституті. Після лютневої революції 1917 році був комісаром Тимчасового уряду Слуцького повіту. У вересні того ж року заснував Слуцьку білоруську гімназію і став її директором.
Островський виступив проти Жовтневого перевороту 1917 року. Був делегатом Першого Всебілоруського з'їзду. Виступав за білоруську незалежність в пресі. Брав участь в Слуцькому повстанні 1920 року.

## Політична діяльність у Західній Білорусі
У 1921 році переїхав до західної Білорусі. З 1924 по 1936 роки працював директором Віленської білоруської гімназії.
У другій половині двадцятих років різко змінив свої політичні погляди. У лютому 1924 році став ініціатором створення проурядового пропагандистського Польсько-Білоруського Товариства. Після його розпаду в тому ж році, співпрацював з  Білоруською Комуністичною Партією (більшовиків) і з  Комуністичною Партією Західної Білорусі, курирував підпільний комсомол в своїй гімназії.
З 1925 по 1926 року був заступником голови Білоруської селянсько-робочої Громади, головою Товариство Білоруським Школи, і директором Білоруського Кооперативного банку в Вільнюсі, чрез який проходили кошти на фінансування Громади. У 1926 вступив у Комуністичну Партію Західної Білорусі, був заарештований польською владою, але виправданий на судовому процесі проти Громади.
У 1928 році Островський знову змінив політичну орієнтацію і став пропагувати співпрацю з польським урядом, за що налаштував проти себе багатьох діячів західнобілоруських національного руху. У травні 1934 — грудні 1935 вони провели над ним громадський суд.
У другій половині 1930-их років під псевдонімом «Ера» публікував статті в різних білоруських книгах-календарях і в газеце «Рідний край». У 1936 році змушений залишити Вільнюс і переїхати в Лодзь.

## Під час Другої світової війни

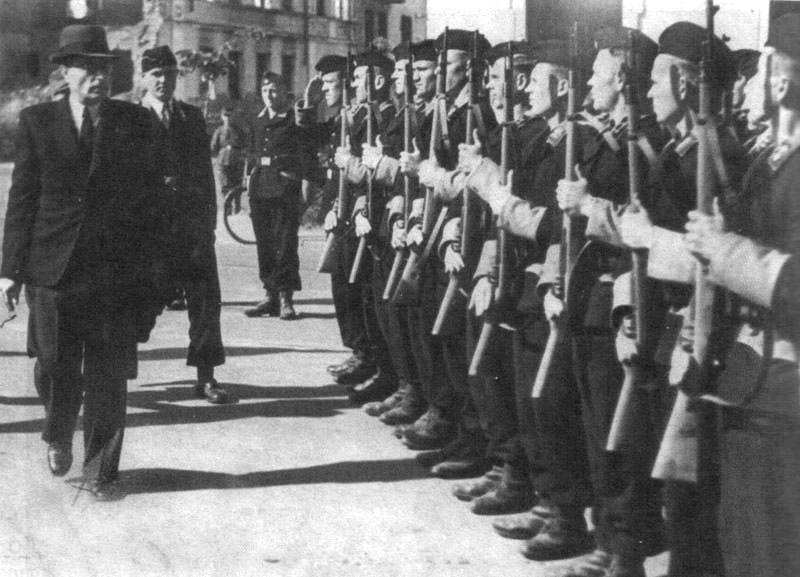
Радослав Островський оглядає допоміжних поліцейських

Під час німецької окупації 1939–1945 років, Островський активно співпрацював з німецькою владою. У 1941 році повернувся до Мінська, працював там в цивільній адміністрації. Створив білоруські адміністрації в Брянську, Смоленську і Могильові, працював у цих містах бургомістром.
У 1943 році, Радослав Островський став президентом Білоруської Центральної Ради, створення якої було врешті-решт дозволено німцями, які почали зазнавати поразок на східному фронті, і сподівалися придбати симпатії білорусів, щоб потім мобілізувати їх проти Червоної Армії. Хоча рада не мала особливих повноважень, вона тим не менш в дозволених межах управляла деякими галузями життя, наприклад, освітою.
Островський був одним з головних організаторів Другого Всебілоруського з'їзду в 1944 році.

## В еміграції
Після війни, рятуючись від рад, Островський втік в  ФРН і жив в Лангенфельді. У 1956 році переїхав до  Сполучені Штати. Активно брав участь у політиці білоруської діаспори, був головним ідеологом бецеерівської течії еміграції.
Радослав Островський помер 17 жовтня 1976 року в Бент-Харборі, штат Мічиган. Похований в Саут-Рівері, штат Нью-Джерсі.

## Родина
Мав двох дітей:  Віктора і Галину.